# 惣領智子
惣領 智子（そうりょう ともこ、1952年9月17日 - ）は、東京都渋谷区出身の歌手・作詞家・作曲家。元夫は作曲家・編曲家の惣領泰則、現在の夫は歌手の阿部敏郎。

## 人物
1971年、国立音楽大学在学中に、惣領泰則が結成したブラウン・ライス（Brown Rice）に加入。当時は吉原智子。ブラウン・ライスは翌年からアメリカで活動して、1975年解散。吉原は惣領と結婚して惣領姓となり、日本でソロ活動を始める。『終わりのない歌』などがヒット。1979年2月、ブラウン・ライスのメンバーだった日系アメリカ人の高橋真理子と女性デュオ Tinna を結成。夫の惣領のプロデュースのもとで数曲のスマッシュヒットを出した。1991年に歌手の阿部敏郎と再婚し2002年に沖縄に移住。因みに元夫の惣領泰則は1997年にヴォーカルスクール（Jim Rock Label & vocal Labo）を設立し2003年に沖縄に移転し音楽事務所 Jim Rock Label を開設している。

## ディスコグラフィー

### シングル
- 雨の中で／やさしく愛して（1976年）
- 11時のサンバ／あじさいの花（1977年）
- きらめいた日々／I Say Who（1977年）
- 終わりのない歌／出来る事はひとつ（1978年7月5日、RVC、RVS-534）

　 ※キャリア唯一のオリコンチャートヒット（最高位21位）。TBS系列のテレビドラマ「愛がわたしを」の主題歌。
- City Lights by the Moonlight／信号機
- 愛されて海へ／MY LITTLE GIRL（1981年）
- 胸の熱い日／河は流れる
- 翼／ベスとポリアンナ
- TWO IN THE WIND(English Version)／TWO IN THE WIND(Japanese Version)※井上鑑とのデュエット曲
- うれしいね、サッちゃん。／サッちゃんをよぼう。
- 花／かごめ

### アルバム
- やさしく愛して（1976年）
- City Lights by the Moonlight（1977年）
- TOMOKO NOW AND THEN（1978年）
- IT'S ABOUT TIME（1980年）
- momentary（1989年）
- RCA Years (2017年)